# Huyện Sỹ
Huyện Sỹ là tên gọi quen thuộc để chỉ ông Lê Phát Đạt (chữ Hán: 黎發達; 1841 - 1900), một trong những người giàu nhất vùng Gò Công vào cuối thế kỷ 19. Huyện Sỹ là ông ngoại của hoàng hậu Nam Phương (vợ của Vua Bảo Đại).

## Tiểu sử
Huyện Sỹ tên khai sinh là Lê Nhứt Sỹ, sinh ra trong một gia đình theo đạo Công giáo tại khu vực hạt thanh tra Tân Hòa có trụ sở ở Gò Công phủ Tân An, tỉnh Gia Định, hiện nay thuộc Thành phố Gò Công, tỉnh Tiền Giang; lấy tên rửa tội là Philípphê.
Vì gia đình khó khăn nên Lê Nhứt Sỹ đi làm nghề lái đò chở lương thực thuê cho dân làng. Về sau, có một linh mục (cố đạo) tên là Moulin biết gia cảnh của Lê Nhứt Sỹ nên đã nhận Sỹ làm con đỡ đầu để nuôi cho ăn học. Gia đình Sỹ đồng ý cho theo vị linh mục này để nhập học trường dòng. Lê Nhứt Sỹ học hết bậc tiểu học ở Gò Công rồi được linh mục Moulin gửi sang học ở trường dòng Penang, Mã Lai - bấy giờ là nơi đào tạo những tu sĩ Công giáo cho xứ Đông Dương và các nước vùng Đông Nam Á. Vì thế sau này, ông rất thông thạo tiếng Latinh, tiếng Pháp, tiếng Hoa và chữ Quốc ngữ (khi ấy còn rất sơ khai). Do trùng tên với một người thầy dạy nên từ đó Lê Nhứt Sỹ đổi tên thành Lê Phát Đạt. Sau khi về nước với vốn ngoại ngữ thông thạo, ông được chính quyền Nam Kỳ bổ nhiệm làm phiên dịch viên, rồi làm ủy viên Hội đồng Quản hạt Nam Kỳ (từ năm 1880), phong hàm cấp huyện
Tương truyền vào thời đó, dân cư bỏ ruộng đất đi tản mát khắp nơi tránh Pháp, chính quyền cho đấu giá rẻ mạt mà cũng không có người mua. Vì làm việc cho chính quyền nên bất đắc dĩ ông phải chạy chọt tiền bạc để mua liều, nào ngờ gặp may, ruộng đất ông mua trúng mùa liên tiếp mấy năm liền nên ông trở nên giàu có. Tuy nhiên về sau, ông lại dành phần lớn gia sản cho hoạt động phát triển nông nghiệp và truyền bá đạo Công giáo. Bằng chứng là ông đã bỏ tiền để xây nhà thờ tại nơi ông sinh sống
Vợ ông là bà Huỳnh Thị Tài, các con gồm có: Lê Thị Bình (mẹ của Nam Phương Hoàng hậu), Lê Phát An, Lê Phát Thanh, Lê Phát Vĩnh, Lê Phát Tân đều kế nghiệp trở thành những đại điền chủ, có rất nhiều đất đai ở Tân An, Đức Hòa, Đức Huệ và Đồng Tháp Mười.
Ông Lê Phát Đạt qua đời năm 1900, khi đó nhà thờ vẫn chưa xây dựng xong. Còn vợ ông qua đời năm 1920. Sau đó, người ta đưa phần mộ hai ông bà an táng ở gian chái sau cung thánh của nhà thờ
Trước đây có con đường ở 1 trong những phường thuộc đô thị Gò Công, tỉnh Tiền Giang mang tên Lê Phát Đạt, gần nhà thờ. Khoảng năm 2000, con đường này đổi tên thành tên đường khác. Sau đó, nhiều ý kiến phản đối nên chính quyền chia lại đường làm hai, cách nhau tại ngã tư đường